# Emlékezet napja

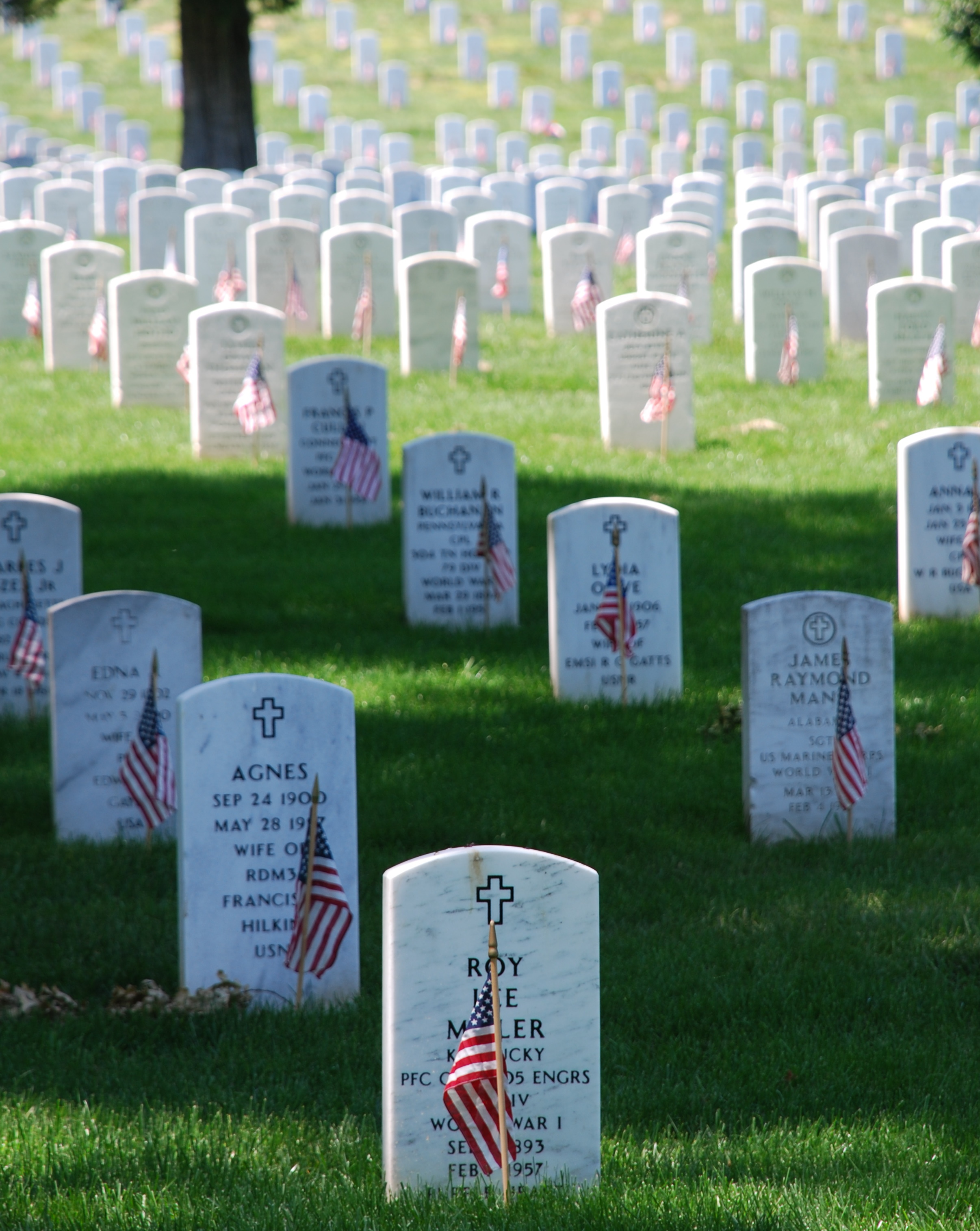
Az emlékezet napja alkalmából zászlócskák díszítik a sírköveket a Washington melletti Arlingtoni temetőben

Az emlékezet napja (angolul: Memorial Day) nemzeti ünnep az Amerikai Egyesült Államokban. Ezen a napon azokról a személyekről emlékeznek meg, akik az amerikai fegyveres erőknél teljesített szolgálatuk közben az életüket vesztették. Az emlékezet napja mozgóünnep: május utolsó hétfőjén ünneplik. Hagyományosan ezen a napon veszi kezdetét a nyári szezon, amely aztán a munka ünnepén (szeptember első hétfőjén) ér véget.

## Története
Az emlékezet napjának hagyománya az amerikai polgárháború utáni években kezdődött, azzal, hogy a katonai temetőket tavasszal országszerte kitakarították és feldíszítették. Az első nagyszabású megemlékezésre 1868. május 30-án került sor a röviddel azelőtt létrehozott Arlingtoni Nemzeti Temetőben, amely korábban a polgárháború vesztes hadvezérének, Robert E. Lee-nek a birtoka volt. Az ünnepségen mintegy 5000 ember jelent meg, akik virágokat és zászlócskákat helyeztek el a sírokra. Ez azóta is hagyomány az emlékezet napján. Számos más városban is tartottak kisebb megemlékezéseket, ezért több helység lokálpatriótái is állítják, hogy az ünnep az ő városukból ered.
Az első világháború idején az emlékezet napja (amely addig csak a polgárháború elesettjeire való emlékezés ünnepe volt) kibővült jelentést kapott, és attól fogva valamennyi szolgálatban elhunyt amerikai katonáról megemlékeznek ezen a napon. 1971-ben a kongresszus nemzeti ünnepnek nyilvánította az emlékezet napját, és ekkor helyezték május utolsó hétfőjére.